# 塞塔特
塞塔特（阿拉伯语：‎，羅馬化：siṭṭāt，羅馬化：ẓeṭṭat）是非洲北部國家摩洛哥的城市，也是沙維雅-瓦拉迪格大區的首府，距離達爾貝達57公里和馬拉喀什146公里，海拔高度370米，2004年人口116,570。